# Верльгоф, Пауль Готлиб
Пауль Готлиб Верльгоф (нем. Paul Gottlieb Werlhof; 24 марта 1699, Хельмштедт — 26 июля 1767, Ганновер) — немецкий врач и поэт из Хельмштедта.
Член Лондонского королевского общества (1736).

## Биография
Верльгоф изучал медицину в Гельмштедтском университете под руководством Лоренца Гейстера и Б. Мейбома (нем. Brandanus Meibom) (1678—1740). Затем четыре года практиковал в Пейне, а в 1725 году переехал в Ганновер, где стал одним из самых видных врачей в Европе. В 1740 году Верльгоф был назначен лейб-медиком прусского короля (нем. Königlicher Leibarzt). Верльгоф оставался в Ганновере до самой смерти в 1767 году.
В 1735 году Верльгоф описал тромбоцитопеническую пурпуру или болезнь Верльгофа (заболевание из группы геморрагических диатезов, обусловленное снижением количества тромбоцитов в крови и нарушением её свёртывания).
Вергольф был также поэтом, другом анатома и поэта Альбрехта фон Галлера.